# Геофизическая ракета

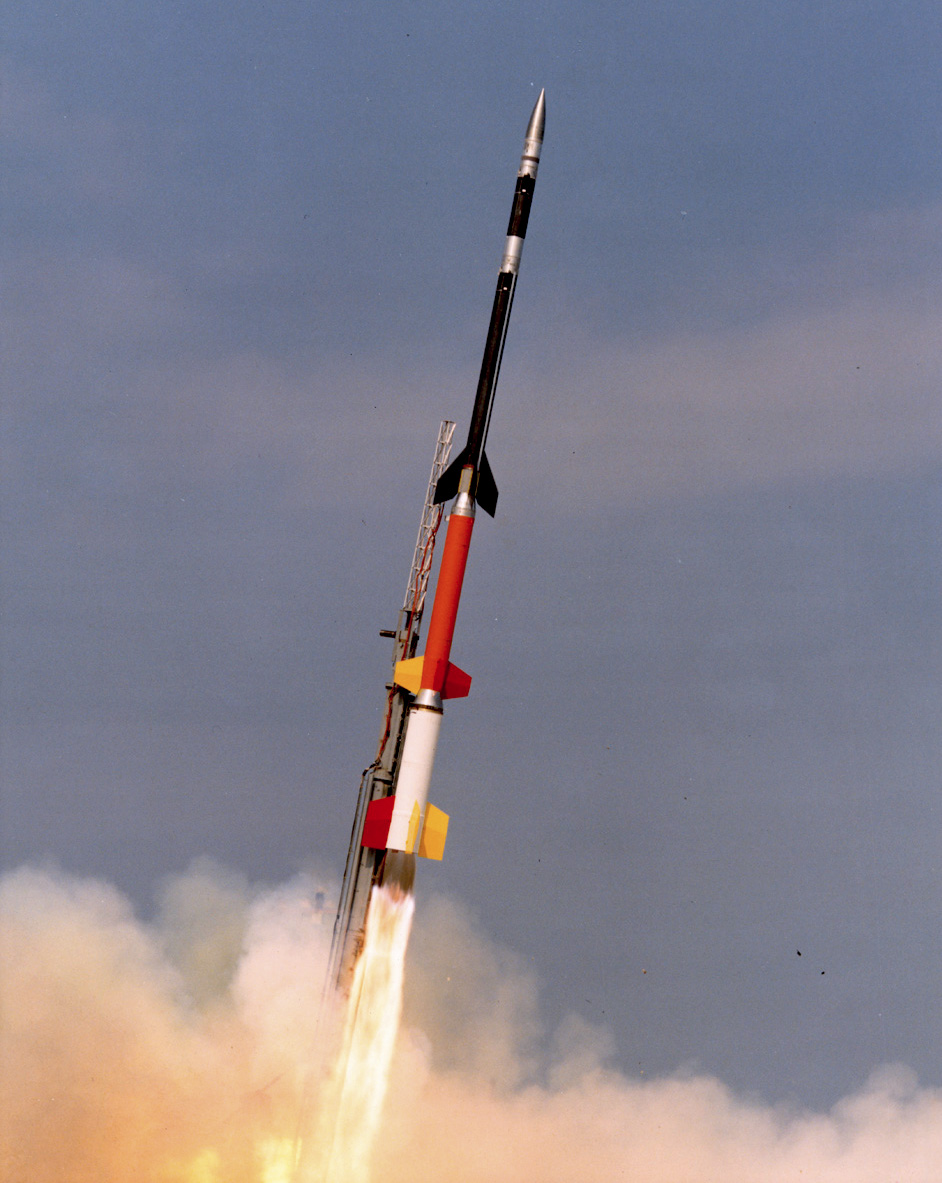
Ракета Black Brant XII

Геофизи́ческая раке́та — беспилотная ракета, совершающая суборбитальный полёт и предназначенная для геофизических, физических, астрофизических, химических и медико-биологических исследований верхних слоев атмосферы и близлежащего космоса. Высота апогея может составлять от 100 до 1500 км. Ракеты с высотой полёта менее 100 км обычно называют метеорологическими.
На геофизических ракетах могут проводится как собственно геофизические исследования, такие как измерение плотности, состава и других параметров верхней атмосферы, исследования ионосферы и магнитного поля Земли, так и изучение солнечной радиации, космических лучей, околоземного пространства, другие астрофизические исследования. На геофизических ракетах проводятся также медико-биологические эксперименты с использованием животных (собак, крыс, мышей и других). Конструкция исследовательской ракеты включает один или несколько разгонных блоков и контейнер с аппаратурой. Данные могут передаваться по радио или же записываться локально и изыматься после приземления контейнера с аппаратурой (в этом случае он опускается на парашюте)

## Основные геофизические ракеты
- Р-1А
- Р-1Б
- Р-1В
- Р-1Е
- Р-1Д
- Р-2А
- Р-11А
- Р-5А
- Р-5Б
- Р-5В
- Вертикальный космический зонд
- Вертикаль (ракета)
- К65УП
- МР-12
- МР-20
- МН-300
- 1Я2ТА
- Викинг
- Aerobee
- Black Brant
- Skylark